# Системи вимірювальних приладів
Системи вимірювальних приладів - це класифікація приладів (електромеханічного дії) за фізичним принципом дії вимірювального механізму, тобто за способом перетворення електричної величини в механічне дію рухомої частини. 

## Загальні принципи дії
Всі електричні прилади електромеханічного дії забезпечені нерухомою проградурованою шкалою, відлік по якій зазвичай проводиться за вказівною рухомою стрілкою (іноді світлового зайчика, утвореного рухомим дзеркалом), положення якої визначається рівністю обертального моменту і моменту опору. Зазвичай момент опору створюється пружиною або торсионом (розтяжкою), що працює на скручування. Для логометричних і індукційних систем момент опору створюється іншими способами, які розглядаються у відповідних розділах. Прилади вібраційного типу рухомої стрілки не мають і її принцип індикації заснований на інших засадах, ніж рівність обертального моменту і моменту опору (див. вібраційна система). Як правило, різновиди систем приладів розрізняються за способом створення обертального моменту і конструктивними особливостями. 

## Різновиди систем приладів
- Магнітоелектрична з рухомою рамкою - обертальний момент створюється між нерухомим постійним магнітом і рухомою рамкою з намотаним на ній проводом, за яким при підключення джерела ЕРС протікає струм. Обертальний момент, створюваний в такому приладі описується законом Ампера. Шкала магнітоелектричного приладу є рівномірною. Аналогом такої системи є двигун постійного струму нормального виконання з порушенням від постійних магнітів.
- Магнітоелектрична з рухомим магнітом - обертальний момент створюється між нерухомою рамкою з струмом і рухомим постійним магнітом. Ця система є аналогом магнітоелектричної з рухомою рамкою, має низький клас точності - 4,0 і нижче, менш поширена і застосовується для вказівних приладів транспортних засобів, завдяки своїй стійкості до зовнішніх механічних впливів. Аналогом цієї системи є двигун постійного струму зверненого виконання з порушенням від постійних магнітів.

Важливо: магнітоелектричні прилади за своїм принципом дії вимірюють середню величину струму, а напрямок відхилення стрілки залежить від напрямку струму в рамці: тому вони можуть застосовуватися тільки для вимірювання знакосталих струмів, і вимагають дотримання полярності підключення  . Магнітоелектричні прилади непридатні для безпосереднього вимірювання змінного струму (стрілка буде тремтіти поблизу нульового значення).
- Електромагнітна - обертальний момент створюється між нерухомою котушкою зі струмом і рухомим феромагнітним сердечником.

Теоретична основа даного приладу - це закон взаємодії струму і феромагнітної маси. Особливістю електромагнітної системи є квадратична залежність крутного моменту від струму в котушці, звідки слід можливість застосування таких систем для вимірювання як постійних так і змінних струмів, а також нерівномірна шкала. Аналогом такої системи є реактивний двигун, що працює відповідно до закону збереження імпульсу .
- Електродинамічна - обертальний момент створюється між двома котушками зі струмом: рухомою і нерухомою. Обертальний момент пропорційний добутку струмів в котушках. Електродинамічне зусилля засновано на взаємодії обох струмів з полями (закон Ампера). Аналогів такої системи в двигунах не існує, в зв'язку з малими обертаючими моментами.
- Феродинамічні система подібна електродинамічної, але для збільшення обертального моменту в конструкції передбачається сердечник з феромагнітного матеріалу. Аналогом такої системи є двигун постійного струму нормального виконання.

Електродинамічні та феродинамічні системи застосовують в вольтметрах і амперметрах, але найчастіше в - ватметрах і варметрах.
- Індукційна - крутний момент створюється між полем нерухомих котушок, що рухається (для створення такого поля в котушках струми повинні бути зрушені по фазі) і струмами, що наводяться в обертовому неферомагнітними диску (зазвичай алюмінієвому). В індукційній системі індіцірованіе може здійснюватися кількістю оборотів диска, яке відображається через рахунковий механізм. Гальмівний момент в цьому випадку створюється взаємодією магнітного поля постійного магніту і струмів, що наводяться в диску. Іноді індіцірованіе індукційної системі може здійснюватися за допомогою стрілки - в такому випадку гальмівний момент створюється пружиною. Момент, що обертає в індукційної системі дорівнює добутку потоків котушок і залежить від кута зсуву між їх фазами. Аналогом цієї системи є асинхронний двигун з короткозамкненим ротором.

Індукційну систему найчастіше застосовують для лічильників електричної енергії.
- Електростатичний - крутний момент створюється між рухомим і нерухомим електродами, що несуть на собі електричний заряд. Обертальний момент створюється згідно закону Кулона.
- Логометрична - система відрізняється від попередніх принципом створення гальмівного моменту - тут гальмівний момент створюється за допомогою спеціальної обмотки. Логометрічна система поділяється за принципом створення обертального моменту: магнітоелектричний логометр, електромагнітний логометр, електродинамічний логометр, ферродинамічний логометр. Особливістю логометрів є байдуже становище стрілки до моменту підключення приладу.
- Вібраційна - система, в якій використовуються інший принцип вимірювання, не заснований на рівність обертального і моменту опору. У вібраційних приладах використовується ефект електромеханічного резонансу. Для цього в приладі встановлюються кілька різної довжини язичків з феромагнітного матеріалу, охоплених однією котушкою. При подачі змінного струму в котушку язички починають коливатися з різною амплітудою. Амплітуда язичка з найбільш близькою власної резонансної максимальна - що відображає приблизну частоту струму в котушці. Ця властивість використовується в частотомірах промислової частоти.
- Теплова - електричний струм, протікаючи через провідник, викликає його нагрівання і подовження, яке реєструється вимірювальним механізмом. За рахунок теплової інерції усереднюються швидкі зміни струму. Приклади: автомобільні прилади, призначені для вимірювання рівня палива в паливному баку, температури охолоджуючої рідини в двигуні внутрішнього згоряння, автомобільні манометри, що показують тиск моторного масла в системі змащення двигуна.

## Додаткові елементи
В якості додаткових елементів приладів застосовують гасителі коливань гідравлічного, пневматичного та електромагнітної дії для швидкого заспокоєння стрілки на сталому положенні щодо шкали. 
Додатковим елементом є екранування приладу феромагнітним екраном і створення астатичних приладів. 
Оскільки електромагнітні прилади мають слабке внутрішнє поле, то зовнішні поля можуть сильно вплинути на їхні свідчення. Для цього створюються астатичні прилади з двома нерухомими котушками і двома сердечниками, включеними так, що їх електромагнітні моменти складалися. Зовнішнє магнітне поле, послаблюючи поле однієї котушки буде посилювати поле іншої і сумарний крутний момент залишиться практично незмінним. 
Додатковим елементом є також термоелектричні перетворювачі - за допомогою їх вимірюється не саме значення струму, що протікає по провіднику, але його теплової еквівалент і значить підключити до цього перетворювача магнітоелектричний прилад можна вимірювати їм змінні струми досить високої частоти з великою точністю (тоді без такого перетворювача показання магнітоелектричного приладу будуть дорівнюють нулю). Термоелектричні перетворювачі можуть також використовуватися для гальванічної розв'язки приладу. 
Для вимірювання змінних струмів за допомогою магнітоелектричних приладів застосовують також випрямні схеми (т. н. «Детекторні системи») - в основному в стрілочних мультиметр і струмовимірювальних кліщах. В цьому випадку прилад буде показувати точне значення діючої величини тільки при синусоїдальної формі вимірюваного сигналу, при несинусоїдної формі будуть з'являтися значні похибки в показаннях приладу. 
Наявності астатизму, термоелектричного перетворювача, випрямляча і підсилювача позначається спеціальними символами, що доповнює основний символ системи вимірювальних приладів.